# Sparta (gmina)
Sparta (gr. Δήμος Σπάρτης, Dimos Spartis) – gmina w Grecji, w administracji zdecentralizowanej Peloponez, Grecja Zachodnia i Wyspy Jońskie, w regionie Peloponez, w jednostce regionalnej Lakonia. Siedzibą gminy jest Sparta, a siedzibą historyczną jest Mistra. W 2011 roku liczyła 35 259 mieszkańców. Powstała 1 stycznia 2011 roku w wyniku połączenia dotychczasowych gmin: Sparta, Inundas, Mistra, Pelana, Terapnes i Faris oraz wspólnoty Karies.